# Eumecoleus tenuis
Eumecoleus tenuis là một loài bọ cánh cứng thuộc họ Oedemeridae. Loài này được miêu tả khoa học đầu tiên năm 1950 bởi Haupt.